# Шпальтове сито

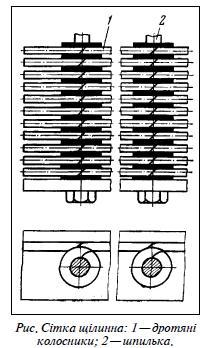
Шпальтове сито

Шпальтове сито (рос. шпальтовое сито, англ. wedge wire sieve, нім. Spaltensieb n) — сито з щілястими отворами, які утворені паралельними дротинами з нержавіючого металу з трапецієподібним поперечним перетином, з'єднаними між собою жорсткими поперечними стержнями.
Використовуються шпальтові сита як робоча поверхня зневоднювальних та знешламлювальних грохотів, дугових сит, фільтрувальних центрифуг.